# Manfred Wimmer (Politiker)
Manfred Wimmer (* 8. März 1937 in Eggenfelden; † 5. Januar 1993 in München) war ein deutscher Politiker (SPD) und von 1974 bis 1976 sowie von 1980 bis 1983 Mitglied des Deutschen Bundestages.
Wimmer war von Beruf Verwaltungsbeamter. Er trat 1958 in die SPD ein und war bis 1972 der letzte Vorsitzende des SPD-Kreisverbandes im Landkreis Eggenfelden, nach dessen Auflösung übernahm er dasselbe Amt im neu geschaffenen Landkreis Rottal-Inn von 1972 bis 1977. 
Am 18. September 1974 rückte Manfred Wimmer für den ausgeschiedenen Abgeordneten Georg Kahn-Ackermann in den Deutschen Bundestag nach. Sein Mandat lief 1976 ab. Bei der Wahl 1980 wurde Wimmer über die Landesliste Bayern erneut gewählt.
Ihm zu Ehren richtete der SPD-Kreisverband Rottal-Inn das Manfred-Wimmer-Gedächtniskegeln aus, das bis 2012 vierzehnmal stattfand.